# Histoire de l'Amérique latine pendant la Première Guerre mondiale
Lors du déclenchement de la Guerre, tous les États latino-américains déclarent leur neutralité à l'instar des États-Unis. Le conflit est perçu comme relevant de logiques européennes qui ne menacent ni la sécurité, ni les intérêts des pays de la région. De plus la plupart de ces pays sont peuplés d'immigrants européens relativement récents et le basculement dans l'un ou l'autre camp risque de faire éclater un melting pot encore fragile. 
Dès l'entrée en guerre des États-Unis, certains États lui emboitent le pas et déclarent la guerre à l'Allemagne : Panama et Cuba en avril 1917, Brésil en octobre 1917, Guatemala en avril 1918, Costa Rica et Nicaragua en mai 1918, Haïti et Honduras en juillet 1918. À l'exception du Brésil, ces pays sont tous situés dans l'Amérique centrale ou dans les Caraïbes et sont sous la dépendance politique ou diplomatique des États-Unis. Il s'agit d'un engagement de pure forme. 
Quatre autres pays se contenteront de rompre leurs relations diplomatiques : Bolivie, Pérou, Uruguay et Équateur. Huit autres resteront neutres jusqu'à la fin de la guerre : Argentine rétive à l'influence américaine, Mexique en pleine révolution, Chili où la minorité allemande est active, République dominicaine sous occupation américaine, Venezuela, Salvador, Colombie et Paraguay.
Seul le Brésil a une participation effective à l'effort de guerre.
À l'ouverture de la Conférence de paix le 18 janvier 1919, le Brésil, la Bolivie, Cuba, l'Équateur, le Pérou et l'Uruguay sont représentés, mais leurs poids sont insignifiants. Le Brésil obtient un siège non permanent au Conseil de la Société des Nations.